# كولبينار (صمصاد)
كولبينار (بالتركية: Gölpınar نقحرة: كولپيڭار)‏ هي قرية كرديّة تتبع إداريّاً لمديرية صمصاد في محافظة أديامان التركية، بلغ عدد سكانها 129 نسمة في عام 2021 ويتبعها نجع خرابه.